# Collège d'Alfred
 (septembre 2012).
Si vous disposez d'ouvrages ou d'articles de référence ou si vous connaissez des sites web de qualité traitant du thème abordé ici, merci de compléter l'article en donnant les références utiles à sa vérifiabilité et en les liant à la section « Notes et références ».
Le Collège d'Alfred maintenant connu sous le nom Université de Guelph-Campus d'Alfred est un collège francophone de technologies agricoles et de soins vétérinaires basé à Alfred, en Ontario, au Canada. Tous les programmes sont offerts en français et mènent un diplôme technique de l'Université de Guelph. Le campus offre des programmes de Technologie agricole, Techniques de soins vétérinaires et Nutrition, diététique et sciences des aliments. Le campus a aussi une vocation internationale, étant doté de plusieurs projets de développement international et de stages à l'étranger. Il est d'ailleurs l'un des grands participants au programme EUMC (eng : WUSC) (Entraide Universitaire Mondiale du Canada), dont l'expertise pour le programme de parrainage d'étudiants réfugiés est réputée.